# Розовобрюхий трогон
Розовобрюхий трогон — вид птиц семейства тргоновых. Эндемик Гаити (как Гаити, так и Доминиканской Республики). Это один из двух видов трогонов, обитающих в Карибском море. Это национальная птица Гаити.

## Описание
Розовобрюхий трогон имеет металлически-зелёную верхнюю часть тела, серое горло и грудь, а также красный живот. Нижняя сторона хвоста тёмная, но маховых перьев белые. Самцы и самки выглядят одинаково, но на кроющих и второстепенных крыльях самок отсутствуют узкие белые полосы.

## Распространение и среда обитания
Естественной средой обитания розовобрюхого трогона являются субтропические или тропические влажные горные леса вторичные леса. Ему угрожает потеря среды обитания, которая в основном ограничена несколькими оставшимися охраняемыми территориями. Населяет дождевые, сухие, сосновые и лиственные широколиственные леса. Несколько ранних записей включали мангровые болота к западу от Мирагоана, но неизвестно, были ли это залётные особи или постоянное население. Для гнездования требуются большие старые сгнившие деревья с отверстиями. В основном гнездование розовобрюхого трогона происходит на высоте 500-3000 м, но, по-видимому, существует некоторая высотная миграция, когда зимой птицы наблюдаются на более низких высотах. На Гаити он ограничен массивом де ла Отт и Шейн де ла Сель. Он все еще довольно распространен в Доминиканской Республике, особенно в относительно нетронутой Сьерра-де-Баоруко, хотя наблюдается умеренно быстрое сокращение населения из-за уничтожения лесов.

## Поведение
Предполагается, что кормовое поведение розовобрюхого трогона похоже на поведение других видов трогонов: большая часть пищи берется в воздушных вылазках к фруктам или окружающей растительности. Этот вид в основном кормится в средней полосе влажных лиственных и сосновых лесов.

## Популяция
Охранный статус розовобрюхого трогона в Красном списке МСОП оценивается как вызывающий наименьшее беспокойство; однако его популяция продолжает сокращаться на всем его небольшом ареале из-за деградации и фрагментации лесов. Сухие леса были значительно изменены производством древесного угля, а сосновые леса сократились в результате беспорядочных рубок и сплошных рубок. В частности, недавнее разрушение среды обитания вдоль автомагистралей вызвало резкое сокращение популяции в Центральной Кордильере. Иногда розовобрюхого трогона трогона можно увидеть на заброшенных кофейных фермах и старых какао-рощах в Кордильере Септентриональ. На этот вид также ведется охота.

### Сохранение популяции
Некоторые популяции розовобрюхого трогона находятся под защитой национальных парков, например, в Сьерра-де-Баоруко. Предлагаемые меры по сохранению включают регулярный мониторинг популяции, эффективную защиту национальных парков, в которых обитают популяции этого вида, поощрение форм ведения сельского хозяйства, не требующих вырубки лесов, отказ от производства древесного угля в естественных лесах и повышение осведомленности об уникальности вида, а также как запрет на охоту.